# Hoplodrina conspicua
Hoplodrina conspicua là một loài bướm đêm trong họ Noctuidae.